# 颱風麥克

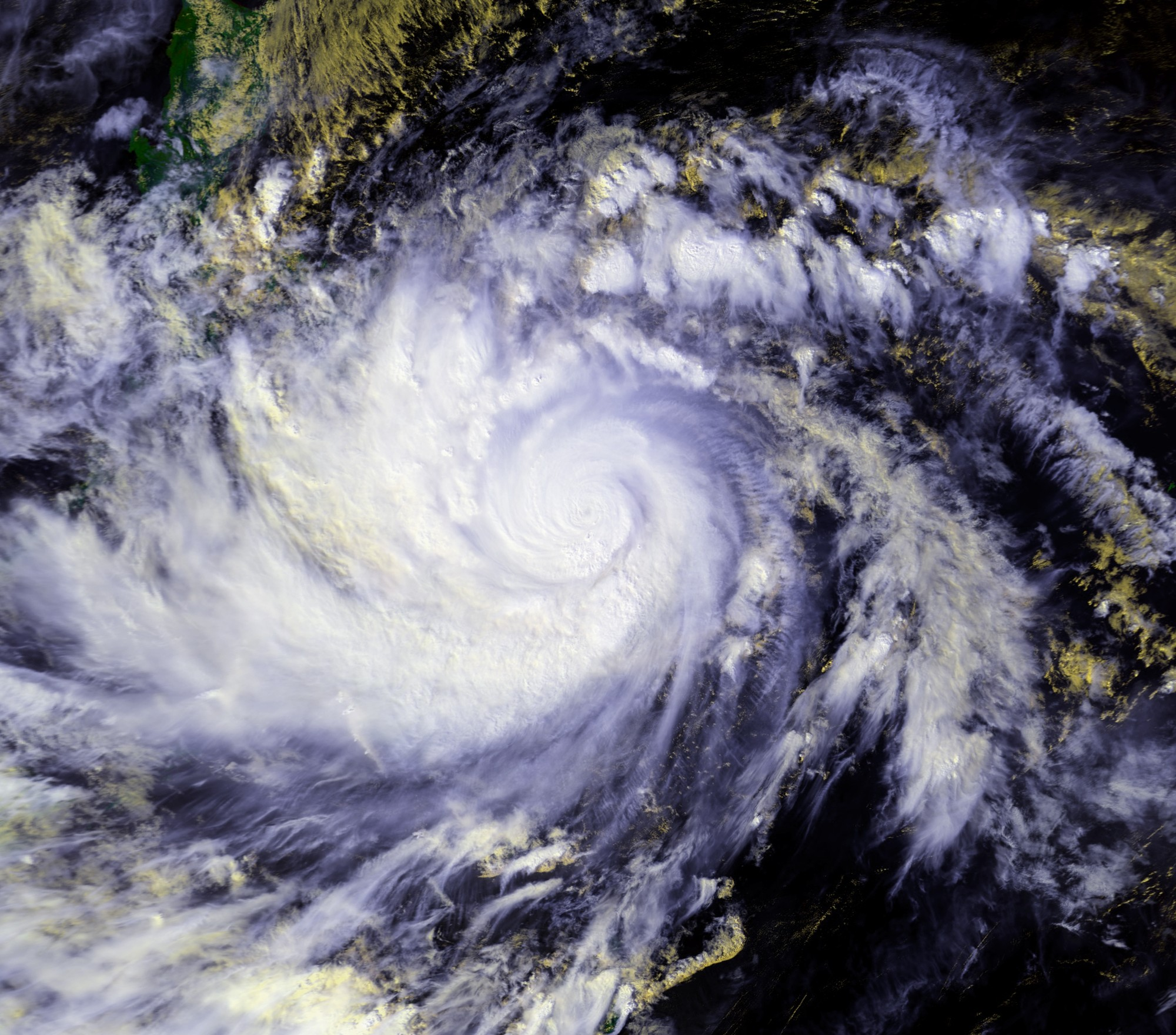
颱風麥克 (11月12日)

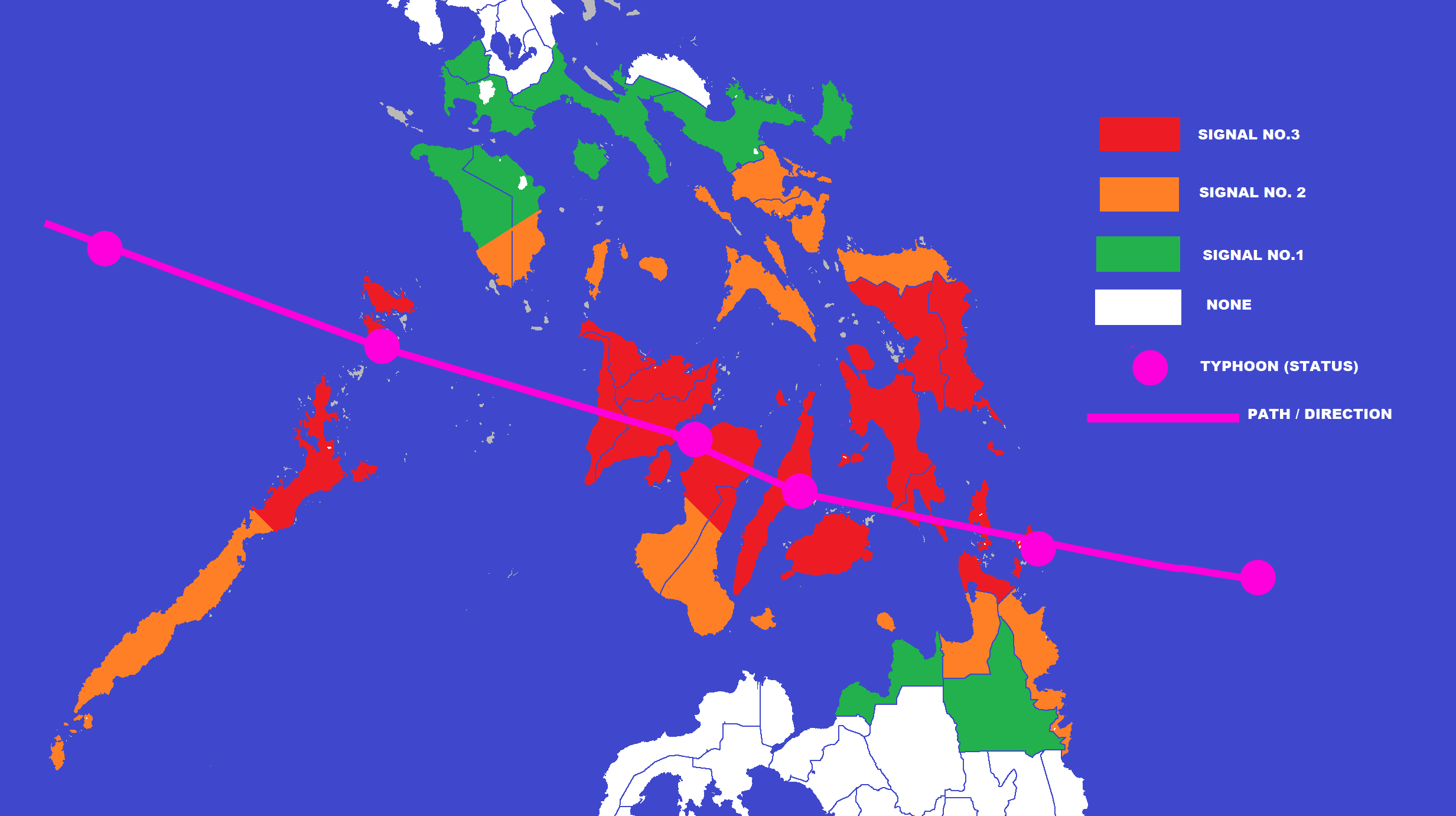
熱帶氣旋警告 (菲律賓)

颱風麥克（英語：Typhoon Mike，國際編號：9025，聯合颱風警報中心：27W，菲律宾大气地球物理和天文管理局：Ruping）是1990年太平洋颱風季的一個熱帶氣旋。

## 影響
颱風麥克在菲律賓造成嚴重災害。748人死亡。

## 名称退役
颱風的國際名稱「Mike」被除名，由「Manny」取代之。PAGASA的颱風名稱「Ruping」被除名，由「Ritang」取代之。